# Nahmanide
Moshe ben Nahman Girondi, noto come Nahmanide, con il nome catalano Bonastruc ça (de la) Porta  e coll'acronimo Ramban (Gerona, 1194 – Acri, 1270), è stato un rabbino, filosofo e medico spagnolo, vissuto principalmente a Gerona.
Fu il più importante studioso e intellettuale ebreo catalano del Medioevo, cabalista e commentatore biblico.

## Nome
Il patronimico "Nahmanide", o anche "Nachmanide" o "Naḥmanide", è di costruzione greca e significa "figlio di Naḥman". Nel mondo ebraico, questo rabbino e studioso è comunemente citato con l'acronimo ebraico, Ramban, (Rabbi Moshe ben Naḥman). Il suo nome catalano era Bonastruc ça Porta, (scritto anche Sa Porta, De Porta), dove "Porta" non indica una città, ma probabilmente un quartiere in cui era insediata la famiglia.

## Biografia
Nato a Gerona nel 1194, il Nahmanide crebbe e studiò nella stessa città (da qui il suo appellativo ebraico "Girondi"), ma dovette abbandonare la Catalogna in conseguenza della disputa giudeo-cristiana di Barcellona del 1263, e morì in Terra di Israele verso il 1270.
Era il nipote di Isaac ben Ruben di Barcellona e cugino di Jonah Gerondi (Rabbenu Yonah). Suo fratello era Benveniste de Porta, balivo di Barcellona, e tra i suoi insegnanti di Talmud c'erano Giuda ben Yakkar e Meir ben Nathan di Trinquetaille (Arles); si dice che fosse stato istruito nella Cabala ebraica (misticismo ebraico) dal suo connazionale Azriel di Gerona, che a sua volta era discepolo di Isacco il Cieco.
Nahmanide studiò medicina, che poi esercitò come mezzo di sostentamento; studiò inoltre filosofia. Durante la sua adolescenza iniziò ad aver fama come erudito studioso ebreo. All'età di sedici anni il Ramban iniziò a scrivere sull'halakhah (legge ebraica). Nel suo Milhamot Hashem ("Guerre del Signore") difendeva le decisioni di Isaac Alfasi contro le critiche di Zerachiah ha-Levi di Girona. Questi scritti rivelano una tendenza conservatrice che distinguerà le sue opere successive - un rispetto sconfinato per le autorità precedenti.
Secondo Nahmanide, la saggezza dei rabbini della Mishnah e del Talmud, come anche quella dei Geonim (rabbini dell'epoca alto-medievale) è indiscutibile. Le loro parole non si dovevano dubitare, né criticare per male. "Ci inchiniamo", scrive, "davanti a loro e, anche quando la ragione delle loro parole non ci è del tutto evidente, nondimeno ci sottomettiamo a loro" (Aseifat Zekkenim, commento sul Ketubot). L'adesione di Nahmanide alle parole dei rishonim (autorità ebraiche precedenti) è dovuta al suo pietismo o all'influenza della scuola di pensiero ebraico-francese settentrionale. Tuttavia si ritiene che possa anche essere una sua reazione contro la rapida accettazione della filosofia greco-araba tra gli ebrei di Spagna e Provenza; ciò avvenne poco dopo la comparsa della Guida per i perplessi di Maimonide e fu causa di una tendenza ad allegorizzare secondo criteri non tradizionali ebraici le narrazioni bibliche ed a sminuire il ruolo dei miracoli. Nahmanide oppose a questa tendenza e si pose all'altro estremo non permettendo nemmeno che venissero messe in questione le parole dei discepoli immediati dei Geonim.

### Opinioni sulla morte, il lutto e la risurrezione
Con il suo Torat ha-Adam, il Ramban si occupa dei riti funebri e di sepoltura criticando severamente quegli scrittori che si erano adoperati per rendere l'uomo indifferente al piacere e al dolore. Questo è contro la Legge che comanda all'uomo di gioire nel giorno della gioia e piangere nel giorno del lutto dichiara il Ramban. L'ultimo capitolo, intitolato Shaar ha-Gemul, tratta della ricompensa e della punizione, della risurrezione e di argomenti affini. Si deride la presunzione dei filosofi che pretendono di conoscere l'essenza di Dio e degli angeli, mentre persino la composizione del proprio corpo è per loro stessi un mistero.
Per Nahmanide, la rivelazione divina è la migliore guida per tutte queste domande e procede ad esprimersi sull'escatologia ebraica. Sostiene che, siccome Dio è assolutamente giusto, ci deve essere ricompensa e punizione. Queste devono avvenire in un altro mondo poiché il bene e il male del mondo precedente all'era messianica o all''Olam Ha-Ba sono relativi e transitori.
Oltre l'anima animale, che deriva dalle "potenze superiori" ed è comune a tutte le creature, l'uomo possiede un'anima speciale. Quest'anima speciale è una diretta emanazione di Dio anche così come esisteva prima della creazione del mondo, sebbene vi possano essere "degradazioni" o miglioramenti ed elevazioni. Esistono quindi differenti tipologie di anima.
Nell'uomo l'anima entra nella vita materiale e, quando questo supporto si dissolve, ritorna alla sua fonte d'origine o spesso il supporto stesso diviene quello di un altro uomo. Questa credenza è, secondo Nahmanide, simile al fondamento teorico del levirato; il figlio così generato eredita non solo il nome del fratello del suo padre carnale ma quasi anche la sua anima e "continua così la sua esistenza sulla terra".
La risurrezione predicata dai profeti, che avrà luogo dopo la venuta del Messia, Nahmanide la riferisce al corpo. Il corpo fisico può, attraverso l'influenza dell'anima, trasformarsi in un'essenza così pura da diventare eterna: spiritualità ed immortalità.

## Opere
Nahmanide ha scritto glosse su tutto il Talmud: ha elaborato compendi di parti della legge ebraica sul modello di Isaac Alfasi. La sua opera principale sul Talmud viene indicata col titolo "Chiddushei haRamban", che offre al Talmud una vasta ed eccezionale profondità. Spesso fornisce una prospettiva diversa su una varietà di problemi che sono affrontati dalle Tosafot.
Le opere halakhiche più note di Nahmanide sono: Mishpetei ha-Cherem, le leggi in materia di scomunica, riprodotte in "Kol Bo"; Hilkhot Bedikkah, sull'esame dei polmoni di animali macellati, citato da Shimshon ben Tzemach Duran nel suo "Yavin Shemu'ah"; Torat ha-Adam, sulle leggi del lutto e le cerimonie di sepoltura, in trenta capitoli, l'ultimo dei quali, intitolato "Sha'ar ha-Gemul", si occupa di escatologia (Costantinopoli 1519, e più volte ristampato).
Anche gli scritti di Nahmanide a difesa di Simeone Kayyara e di Alfasi appartengono alla categoria delle sue opere talmudiche e halakhiche. Tali scritti sono: Milhamot HaShem a difesa di Alfasi contro le critiche di Zerachiah ha-Levi di Girona (pubblicato con l'"Alfasi," Venezia 1552; più volte ristampato, edizione separata, Berlino 1759); Sefer ha-Zekhut a difesa di Alfasi contro le critiche di Abraham Ben David (stampato il "Shiv'ah 'Enayim" di Abraham Meldola, Livorno 1745; col titolo "Machaseh u-Magen", Venezia 1808); Hassagot (Costantinopoli 1510; più volte ristampato), in difesa di Simeone Kayyara contro le critiche fatte al "Sefer ha-Mitzwoth" (Libro dei Precetti) di Maimonide.
- "Derashah", sermone fatto alla presenza del Re di Castiglia
- "Sefer ha-Ge'ulah", o "Sefer Ketz ha-Ge'ulah", sui tempo del Messia (su "Me'or 'Enayim Imre Binah," Azaria de' Rossi, cap. xliii., spesso ristampato)
- "Iggeret ha-Musar", lettera di etica indirizzata a suo figlio (su "Sefer ha-Yir'ah," o "Iggeret ha-Teshuvah," di Jonah Gerondi) Vedi collegamenti esterni
- "Iggeret ha-Chemdah", lettera indirizzata ai rabbini francesi a difesa di Maimonide (col "Ta'alumot Chokmah" di Joseph Delmedigo)
- "Wikkuach", controversia religiosa con Pablo Christiani (su "Milchamot Chovah")
- "Perush Iyyov", commentario su Giobbe
- "Bi'ur" o "Perush 'al ha-Torah", commentario sulla Torah

### Opere
- Ramban, La Disputa de Barcelona - Por Que Los Judios No Creen En Jesus?, Edit Benei Noaj (2007). (ES)
- Ramban, Commentary on the Torah (5 Voll.) Judaica Press (2010). (EN)
- Ramban, Shemos/Exodus: The Torah With Ramban's Commentary Translated, Annotated and Elucidated, Mesorah Publications (2007). (HE, EN)
- Ramban, Torat Ha-adam: Al Divrat Bene Adam U-vet Mo'ed Le-khol Hai, Book on Demand (rist. 1900). (HE)

### Studi e testi
- Moshe Idel e M. Perani (a cura di), Nahmanide esegeta e cabbalista, La Giuntina (1998). ISBN 978-88-8057-059-2 (IT)
- Nina Caputo, Nahmanides in Medieval Catalonia: History, Community and Messianism. Notre Dame, IN: University of Notre Dame Press, 2008, pp. 384.